# Carreras de automóviles deportivos
Las carreras de automóviles deportivos son una forma de deporte del motor de velocidad que utiliza coches deportivos caracterizados por disponer de dos asientos y de ruedas alojadas bajo la carrocería. Pueden estar especialmente construidos (sport prototipos) o estar relacionados con modelos de carretera (gran turismos). En términos generales, son uno de los principales tipos de carreras de coches que se disputan en circuitos, junto con las carreras de monoplazas de ruedas descubiertas (como la Fórmula 1), las carreras de coches de turismo (como el Campeonato Británico de Turismos, basado en automóviles producidos en serie en lugar de los modelos especiales que se ven en las competiciones reservadas a coches deportivos) y las carreras de coches de serie especialmente preparados (como la NASCAR). Las carreras de coches deportivos son a menudo (aunque no siempre) pruebas de resistencia que se disputan en distancias relativamente grandes, y generalmente se pone un mayor énfasis en la fiabilidad y la eficiencia del automóvil (en oposición a la velocidad absoluta) que en algunos de los otros tipos de carreras. El Campeonato Mundial de Resistencia de la FIA es un ejemplo de una serie de carreras de esta clase.
Un tipo de competición a medio camino entre el purismo de las carreras de Fórmula 1 y la relativa accesibilidad de las carreras de turismos, este estilo a menudo se asocia con la carrera de resistencia anual de las 24 Horas de Le Mans. Corrida por primera vez en 1923, es una de las pruebas de motor más antiguas que todavía existen. Otras carreras clásicas de automóviles deportivos, ahora desaparecidas, eran la Targa Florio (1906–1977) y las Mille Miglia (1927–1957), ambas disputadas en Italia, y la Carrera Panamericana (1950–1954) organizada en México. La mayoría de las carreras de coches deportivos de primera clase enfatizan la resistencia (generalmente, duran entre 2,5 y 24 horas), fiabilidad y estrategia, por encima de la velocidad pura. Las carreras más largas suelen implicar una compleja estrategia de boxes y cambios regulares de pilotos. En consecuencia, se ven más como un esfuerzo de equipo que como un deporte individual, y los gerentes de equipo como John Wyer, Tom Walkinshaw, el piloto convertido en constructor Henri Pescarolo, Peter Sauber y Reinhold Joest se vuelven casi tan famosos como algunos de sus pilotos.
El prestigio de marcas históricas como Porsche, Audi, Corvette, Ferrari, Jaguar, Bentley Motors Limited, Aston Martin, Lotus, Maserati, Lamborghini, Alfa Romeo, Lancia, Mercedes-Benz y BMW se basa en parte en el éxito en las carreras de automóviles deportivos y en el Campeonato Mundial de Sport Prototipos. Los mejores coches de carretera de estos fabricantes a menudo han sido muy similares tanto en ingeniería como en estilo a los de carreras.
Las 12 Horas de Sebring, las 24 Horas de Daytona y las 24 Horas de Le Mans han sido ampliamente consideradas como la triple corona de las carreras de automóviles deportivos. Ken Miles estuvo a punto de ser el único piloto en ganar las tres pruebas en el mismo año al volante de un Ford GT40, de no ser por un error en las órdenes de equipo en Le Mans 1966, que le costó la victoria por una penalización a pesar de haber terminado en el primer puesto.

## Historia

### Evolución
Según el historiador Richard Hough, "es obviamente imposible distinguir entre los diseñadores de automóviles deportivos y de Gran Premio durante el período anterior a 1914. El fallecido Georges Faroux sostuvo que las carreras de coches deportivos no nacieron hasta que apareció la prueba de las 24 Horas de Le Mans en 1923, y aunque como creador conjunto de esa carrera pudo haber tenido prejuicios en su opinión, sin duda es cierto que las carreras de coches deportivos como se conocían después de 1919 no existían antes de la Primera Guerra Mundial."

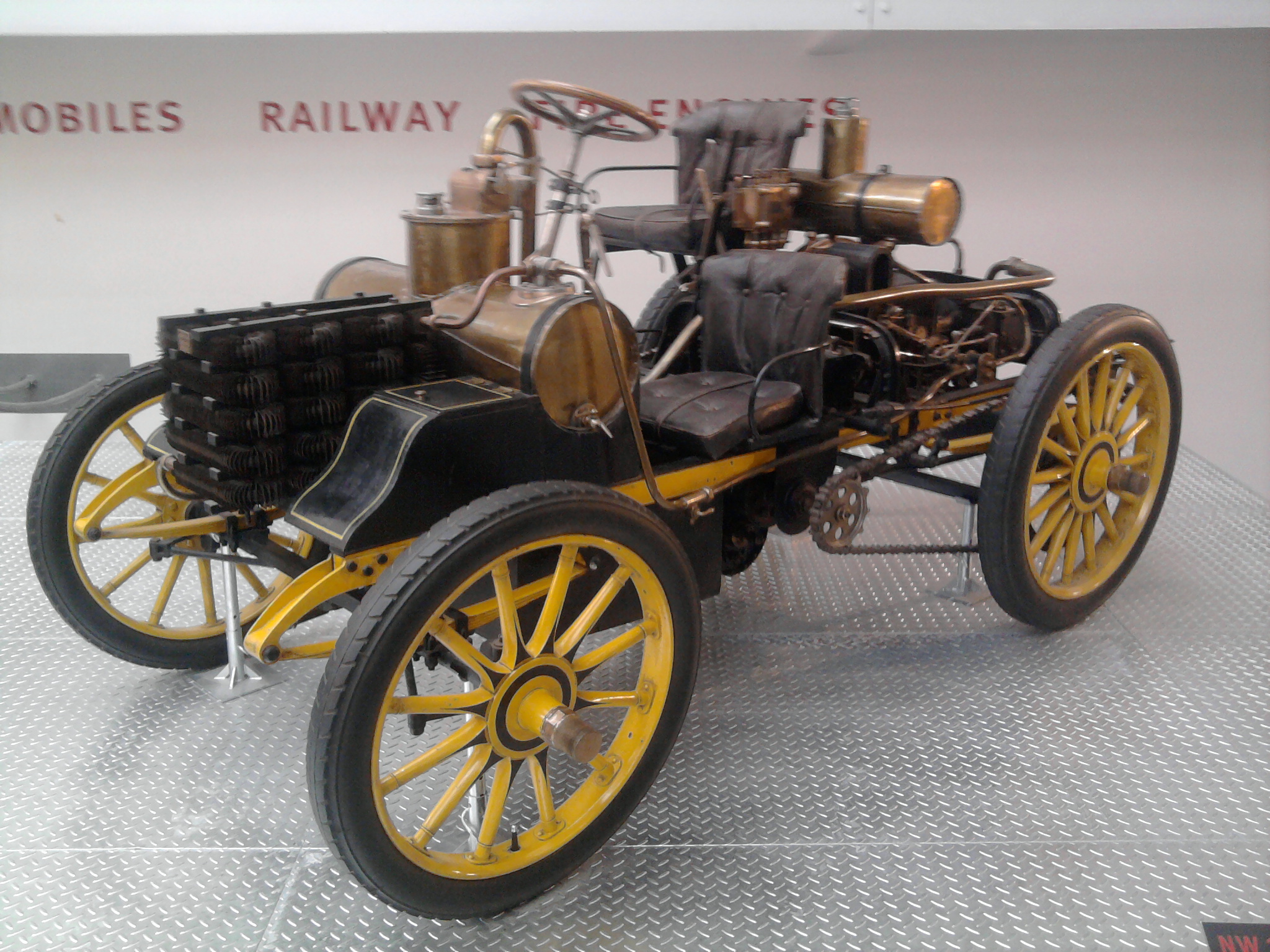
NW Rennzweier (The Double Racer) de 1900

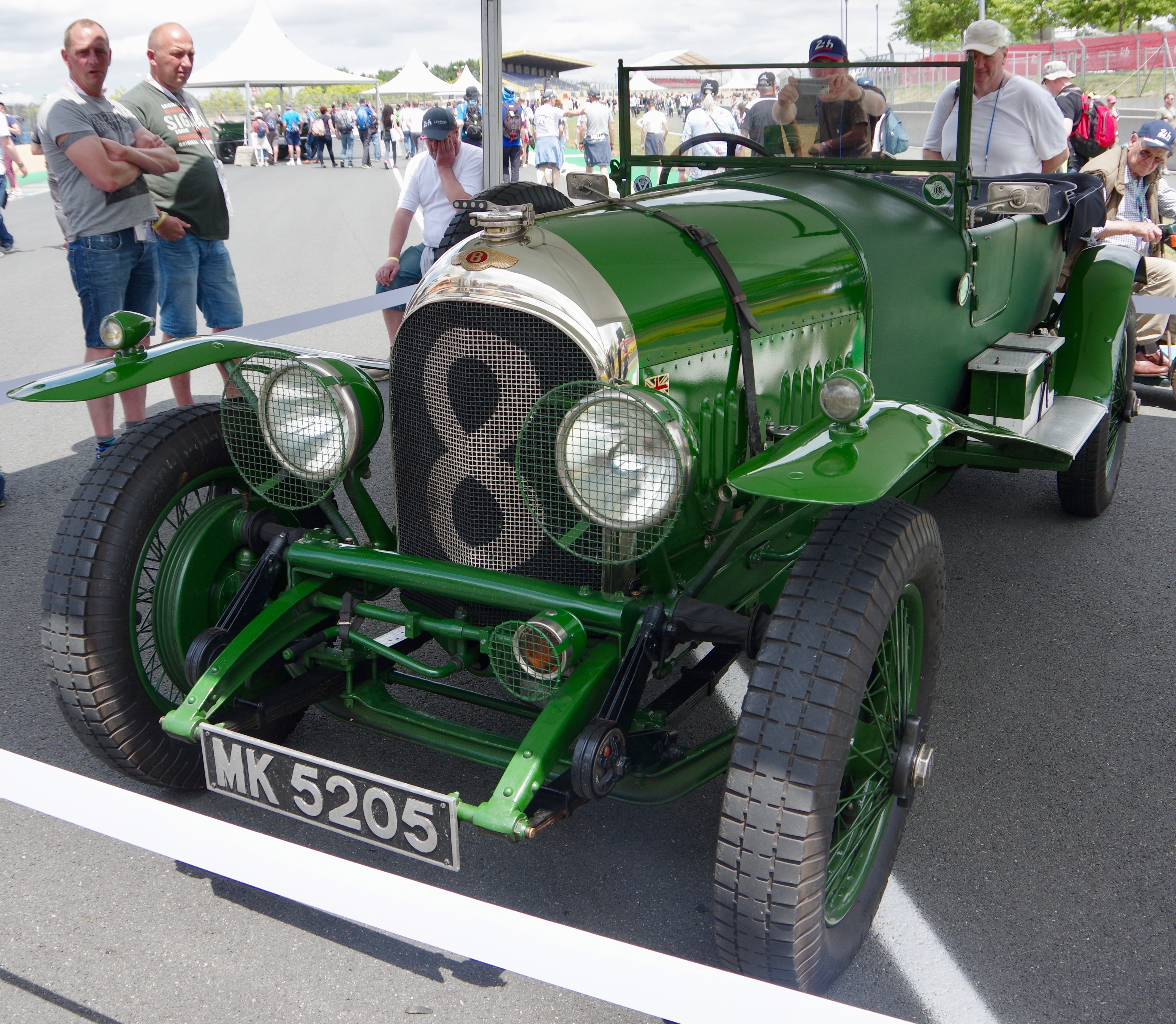
Bentley 3 Litros Le Mans de 1926

En la década de 1920, los automóviles utilizados en carreras de resistencia y de Gran Premio eran básicamente idénticos, con guardabarros y dos asientos, con el fin de llevar un mecánico a bordo si era necesario o estaba permitido. Vehículos como el Bugatti Type 35 se sentían casi igualmente en casa en los Grandes Premios y en las pruebas de resistencia, pero la especialización comenzó gradualmente a diferenciar al deportivo de competición de los bólidos de Gran Premio. El legendario Alfa Romeo Tipo A monoposto inició la evolución del verdadero monoplaza a principios de la década de 1930; el automóvil de Grand Prix y su descendiente en miniatura (denominado voiturette) evolucionaron rápidamente hacia monoplazas de alto rendimiento optimizados para carreras relativamente cortas, al eliminar los guardabarros y el segundo asiento. A finales de la década de 1930, los constructores franceses, incapaces de mantenerse al día frente al progreso de los Mercedes-Benz y Auto Union en las carreras de GP, se retiraron a la competición principalmente doméstica con deportivos de elevadas prestaciones. Marcas como Delahaye, Talbot y los posteriores Bugatti son ejemplos de constructores franceses que siguieron este camino.
De manera similar, en las décadas de 1920 y 1930, los coches deportivos/GT de carretera comenzaron a diferenciarse de los turismos rápidos (originalmente, Le Mans había sido una carrera para turismos de competición) y de los automóviles deportivos, ya fueran descendientes principalmente de vehículos de carretera o desarrollados específicamente. Los coches de carreras de pura raza llegaron a dominar carreras como Le Mans y las Mille Miglia.
En las carreras de resistencia en carretera abierta organizadas entonces por toda Europa, como las Mille Miglia, el Tour de Francia Automovilístico y la Targa Florio, que a menudo se corrían en carreteras polvorientas, la necesidad de guardabarros y de un mecánico o navegante seguía existiendo. Como los automóviles y las carreras principalmente italianos definieron el género, la categoría pasó a conocerse como Gran Turismo (particularmente en la década de 1950), ya que había que recorrer largas distancias, en lugar de correr solo distancias reducidas en circuitos. La fiabilidad y cierta comodidad básica eran necesarias para afrontar este tipo de pruebas.

### Renacimiento de posguerra

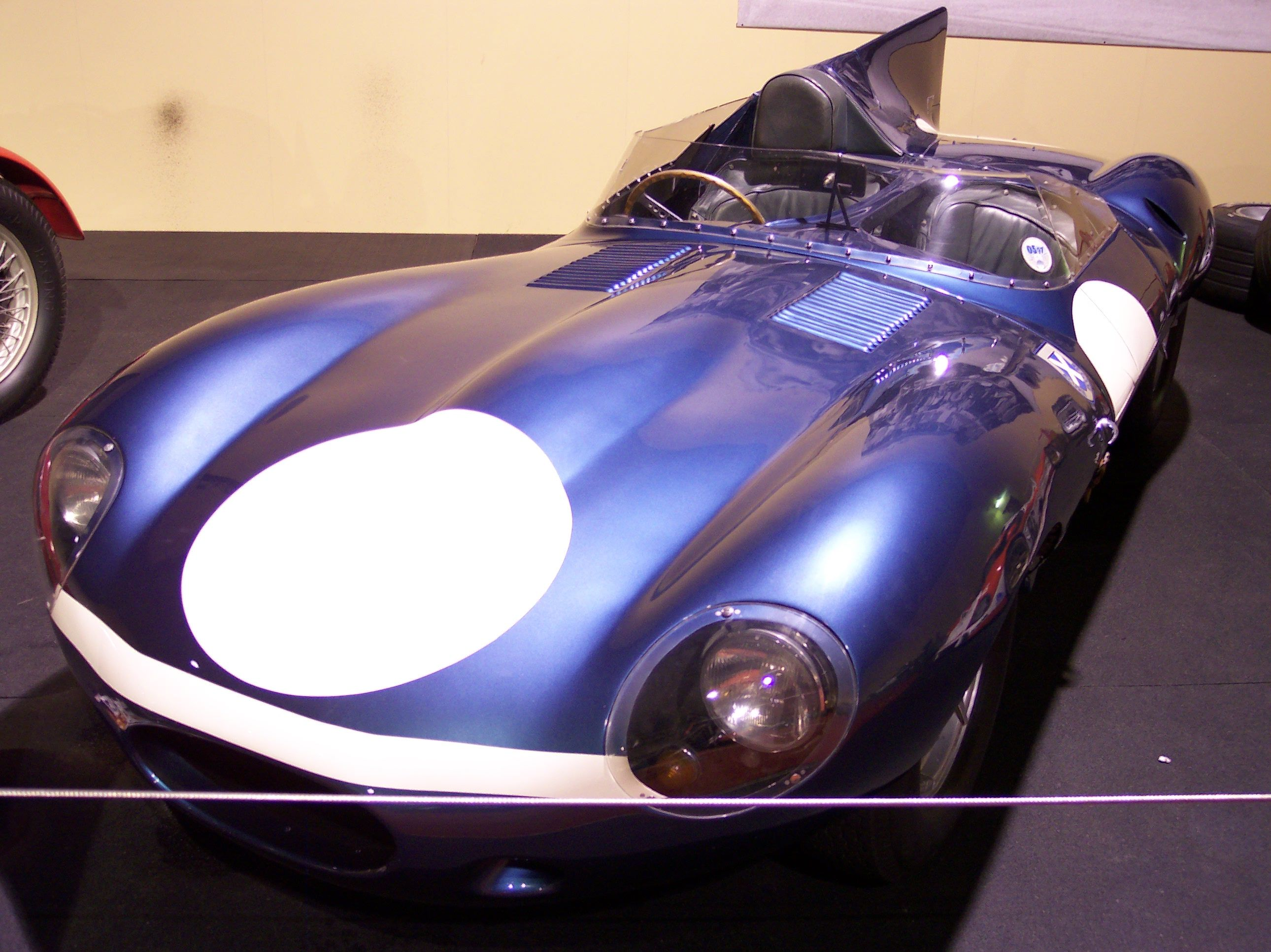
El Jaguar D-Type ganador de las 24 Horas de Le Mans de 1957

Después de la Segunda Guerra Mundial, las carreras de automóviles deportivos surgieron como una forma distinta de competición con sus propias pruebas clásicas y, desde 1953, la propia FIA respaldó el Campeonato Mundial de Sport Prototipos. En la década de 1950, estas pruebas se consideraban casi tan importantes como la competición de Grandes Premios, con grandes marcas como Ferrari, Maserati, Jaguar y Aston Martin invirtiendo mucho esfuerzo en sus programas de fabricación y suministro de automóviles a sus clientes. Los corredores deportivos perdieron su estrecha relación con los coches deportivos de carretera en la década de 1950 y las carreras principales fueron disputadas por vehículos diseñados específicamente con este propósito, como los Jaguar Type-C y y Type-D, el Mercedes 300SLR, el Maserati 300S, el Aston Martin DBR1 y una gran variedad de modelos de Ferrari, incluido el primer Testa Rossa. Los mejores pilotos de Gran Premio también compitieron regularmente en carreras de coches deportivos. Después de los graves accidentes en las 24 Horas de Le Mans de 1955 y en las Mille Miglia de 1957, la potencia de los coches deportivos se redujo limitando la cilindrada de los motores a 3 litros, requisito que se aplicó en el Campeonato Mundial de 1958. A partir de 1962, los automóviles deportivos pasaron temporalmente a un segundo plano frente a los modelos GT, con la FIA reemplazando el Campeonato Mundial de Automóviles Deportivos por el Campeonato Internacional de Fabricantes de GT.

### Crecimiento a nivel nacional
En las carreras nacionales, más que en las internacionales, la competencia de automóviles deportivos en la década de 1950 y principios de la de 1960 tendía a reflejar lo que era localmente popular, y los coches que tenían éxito a nivel local a menudo influían en el enfoque de cada nación para competir en el escenario internacional.
En los Estados Unidos, los coches importados italianos, alemanes y británicos lucharon contra los desarrollos locales, con escenarios inicialmente muy distintos en las costas este y oeste (que irían convergiendo gradualmente), y surgieron una serie de carreras clásicas y equipos importantes, como Camoradi o Briggs Cunningham. La escena estadounidense tendía a presentar coches importados de tamaño reducido como los MG y los Porsche en las categorías más pequeñas, y modelos también importados producidos por Jaguar, Maserati, Mercedes-Benz, Allard y Ferrari en las clases más grandes.

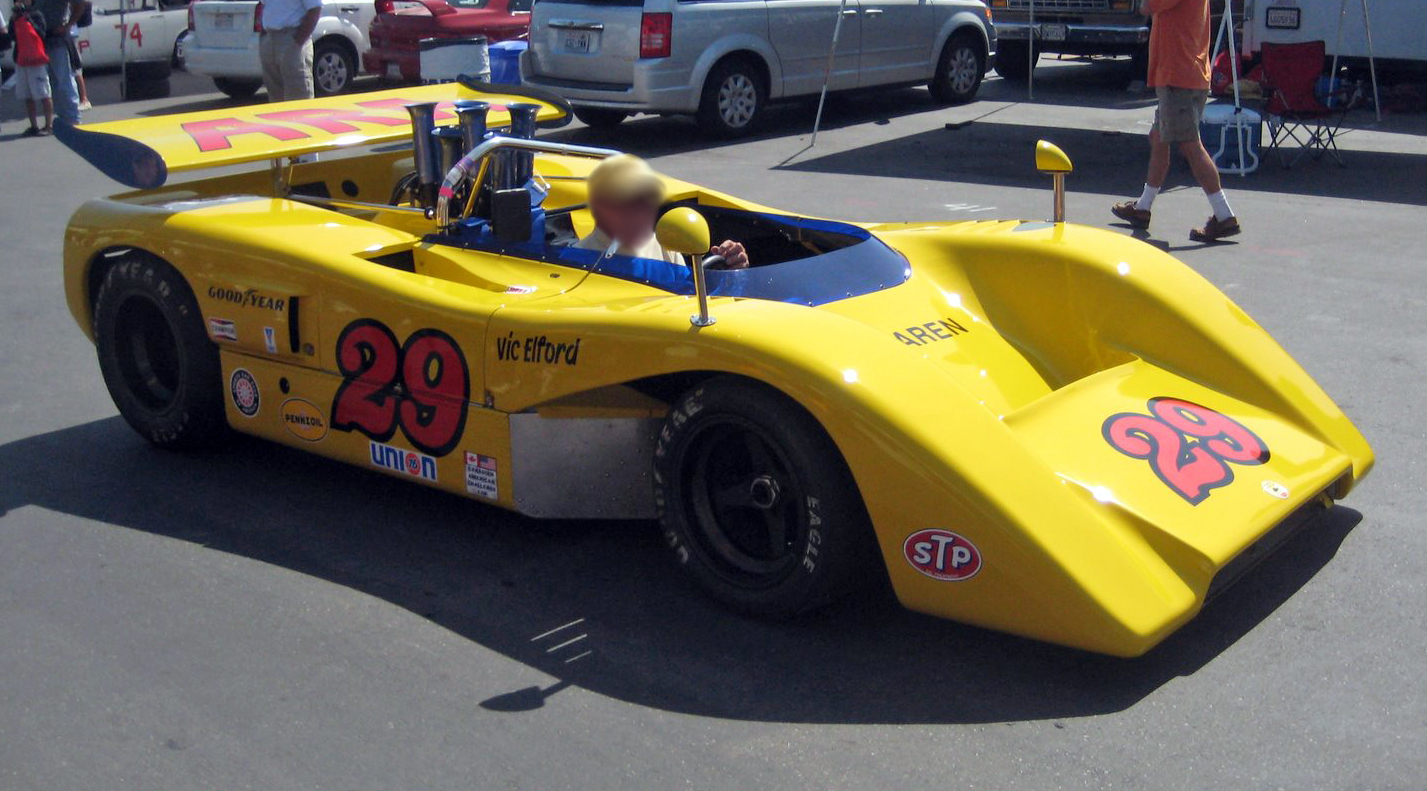
McLaren M8E pilotado por Vic Elford en la Canadian-American Challenge Cup de 1971

En los años 1950 y 1960 aparecieron y compitieron a ambos lados del Atlántico un tipo de potentes vehículos hibridados, que combinaban chasis europeos y grandes motores estadounidenses, tendencia iniciada con los Allard, continuada con los Lotus 19 (equipados con grandes motores), y culminada con el AC Cobra. La combinación de chasis en su mayoría británicos y motores V8 estadounidenses dio lugar a la popular y espectacular serie Canadian-American Challenge Cup en las décadas de 1960 y 1970.
En Gran Bretaña, los deportivos de 2 litros fueron inicialmente populares (el motor Bristol estaba disponible y era barato), aunque posteriormente los deportivos de 1100 cc se convirtieron en una categoría muy extendida entre los conductores jóvenes (reemplazando en la práctica a la F3 con motores de 500 cc), con gran presencia de vehículos preparados por Lola, Lotus o Cooper. En el otro extremo de la escala, a principios y mediados de la década de 1960 la escena de las carreras deportivas nacionales también atrajo a GT sofisticados y más tarde a una serie de "big bangers" de grandes motores, cuya tecnología dio lugar en gran medida a la Canadian-American Challenge Cup, aunque esta corriente pronto se extinguió. La clase Clubman generó un activo movimiento centrado en las carreras de club desde la década de 1960 hasta la década de 1990, y John Webb revivió el interés en los grandes prototipos deportivos con los Thundersports en la década de 1980. Incluso hubo suficiente interés en el Grupo C para sostener un campeonato C2 durante unos años. A nivel de 'club', las carreras de coches deportivos modificados ("ModSports") y de deportivos de producción en serie ("ProdSports") siguieron siendo una característica de la mayoría de las competiciones de carreras británicas en la década de 1980, evolucionando hacia una serie "Special GT" que era esencialmente una Fórmula Libre para deportivos o turismos. Después de un período relativo de declive en la década de 1980, surgió el British GT Championship a mediados de la década de 1990.
Italia se encontró con carreras de base con una plétora de automóviles preparados basados en Fiat (a menudo denominados "etceterinis") y pequeños Alfa Romeo, así como modelos atípicos basados en Maserati y Ferrari, marcas que también vendían coches a clientes nacionales y que competían en el escenario mundial. Las carreras en ruta como las Mille Miglia incluían todo tipo de vehículos, desde turismos de serie hasta aspirantes al Campeonato Mundial. Esta prueba llegó a ser la más importante de Italia, hasta que un accidente fatal provocó su desaparición en 1957. La Targa Florio, otra dura carrera en ruta, siguió siendo parte del campeonato mundial hasta la década de 1970 y se mantuvo como una carrera local durante muchos años después.
A medida que la industria automotriz francesa pasó de fabricar coches grandes y potentes a pequeños utilitarios, los deportivos franceses de la década de 1950 y principios de la de 1960 tendían a ser de pequeña cilindrada y altamente aerodinámicos (a menudo basados en componentes Panhard o Renault), con el objetivo de ganar el "ïndice de Prestaciones" en Le Mans y en Reims, y buscar el triunfo en carreras con handicap (de puntuación compensada en función de las características de cada vehículo). Entre finales de la década de 1960 y finales de la de 1970, Matra y Renault hicieron esfuerzos significativos y exitosos para ganar en Le Mans.
En Alemania, las carreras basadas en la producción nacional estuvieron dominadas en gran medida por BMW, Porsche y Mercedes-Benz, aunque las carreras de deportivos/GT gradualmente fueron eclipsadas por los turismos y por el Campeonato de Alemania de Carreras, inicialmente basado en coches deportivos, pero que evolucionó gradualmente hacia el Campeonato Alemán de Turismos. Porsche comenzó a desarrollar una línea de prototipos deportivos a finales de la década de 1950. Destacados por su dureza y fiabilidad, comenzaron a ganar en carreras de gran dureza como la Targa Florio y a medida que crecieron (desde los Porsche 910 y los Porsche 908, hasta los Porsche 917), la marca de Stuttgart se convirtió primero en un competidor por la victoria general y luego llegó a dominar las carreras deportivos. Tanto Porsche como Mercedes han regresado intermitentemente al nivel más alto del deporte durante las décadas de 1970, 80, 90 y 2010.
Las carreras de deportivos han sido populares de forma intermitente en Japón: en la década de 1960, los deportivos de competición de pequeña cilindrada e incluso una versión local de los automóviles del Grupo 7 que compitieron en la Canadian-American Challenge Cup fueron populares. Un activo campeonato local de prototipos deportivos se desarrolló hasta principios de la década de 1990 y ahora la serie Super GT Japonés ofrece un escaparate de alto presupuesto a los fabricantes, con la aparición de muchos pilotos internacionales. Los fabricantes japoneses también han sido visitantes frecuentes de la escena del automóvil deportivo estadounidense (Nissan y Toyota en particular durante el apogeo de la IMSA) y de la escena europea, en particular en Le Mans, donde a pesar de muchos años de intentos por todas las principales marcas japonesas, la única victoria que obtuvo una marca japonesa fue la de Mazda en 1991, hasta 2018, cuando Toyota obtuvo un primer y un segundo lugar. La marca japonesa continuó la racha con otro resultado 1-2 en 2019.

### 1960 y 1970. Evolución, ascenso y declive

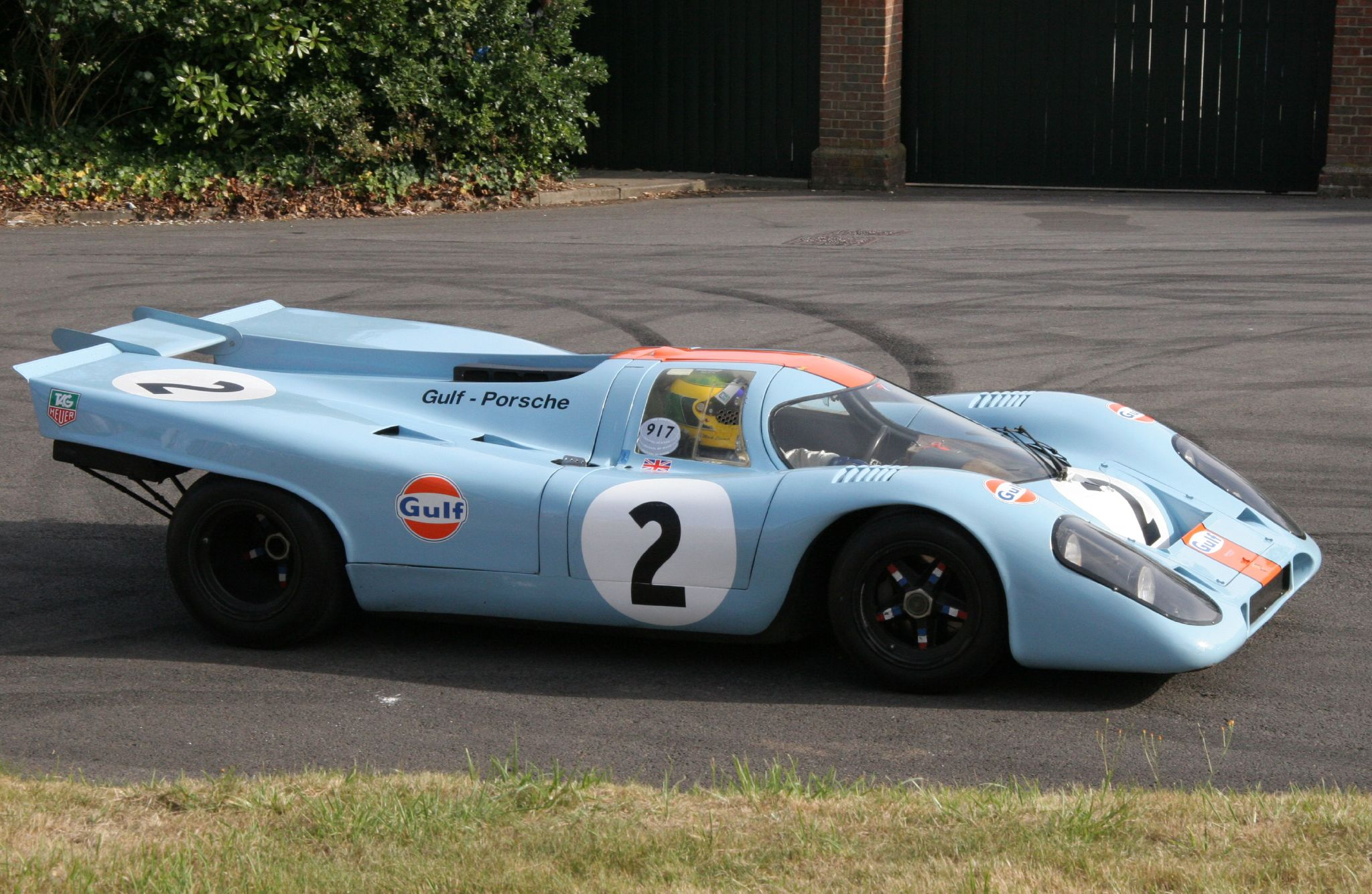
Un icónico Porsche 917 de 1970 en el Festival de Velocidad de Goodwood de 2006

A medida que avanzaba la década de 1960, comenzaron a aparecer potentes prototipos (en la práctica, coches de carreras biplazas de pura raza sin vínculo real con los vehículos de producción en serie), con batallas mundiales hasta principios de la década de 1970 entre Ferrari, Ford, Porsche, Lotus, Alfa Romeo y Matra, así como otras marcas más especializadas. La competencia en Le Mans incluso llegó a las pantallas de cine, con la película Le Mans protagonizada por Steve McQueen. Esta época fue vista por muchos como el punto culminante de las carreras de deportivos, con la tecnología y el rendimiento de los coches cómodamente por encima de lo que se veía en la Fórmula 1. Los criterios de homologación hicieron que muchos coches de carreras excelentes se produjeran en cantidades suficientes para ser clasificados como vehículos de producción en serie. La FIA respondió imponiendo más restricciones incluso a los coches supuestamente basados en la producción en serie, y puso límites draconianos a la potencia disponible para los prototipos. Estos prototipos de finales de la década de 1960 y principios de la de 1970 eran bastante más rápidos que los Fórmiula 1 contemporáneos, y en 1972 serían limitados reglamentariamente para verse obligados a utilizar motores mucho más pequeños y ajustados a las reglas de la F1, a menudo poco compatibles con los requerimientos de las pruebas de resistencia. El Grupo 4 de Gran Turismo y el Grupo 5 de coches de Producción Especial se convirtieron en la principal forma de carreras de "automóviles deportivos" a partir de 1976, con prototipos que entraron en un declive general, el dominio del Porsche 936 en Le Mans y con una serie de carreras de bajo perfil para prototipos del Grupo 6 para motores de menos de dos litros de cilindrada.
Una forma peculiarmente estadounidense de carreras de coches deportivos fue la serie Canadian-American Challenge Cup, en la que prácticamente un número ilimitado de prototipos deportivos compitieron en carreras relativamente cortas. Esta serie se desarrolló de 1966 a 1974 y fue una expansión del USRRC que se ajustaba a las reglas del Grupo 7 de la FIA. La Canadian-American Challenge Cup original fue víctima del aumento de los costos y de la crisis del petróleo de 1973.
El ACO, organizador de las 24 Horas de Le Mans, intentó idear una fórmula que alentase a más prototipos a volver a la carrera, pero que también fuese relativamente económica: sus reglas de Grand Touring Prototype a finales de la década de 1970, basadas en criterios de consumo de combustible, dio lugar a dos variedades diferentes de carreras de deportivos que fueron ampliamente consideradas como un punto culminante en la historia de este deporte.

### Década de 1980. Grupo C e IMSA GTP
En Europa, la FIA adoptó las reglas ACO GTP prácticamente sin cambios y sancionó el Campeonato Mundial de Sport Prototipos del Grupo C, que daba cabida a los prototipos de cabina cerrada y alta tecnología diseñados por Porsche, Aston Martin, Mercedes-Benz, Nissan, Jaguar y otros fabricantes. En los EE. UU., la serie IMSA Camel GTP se jactaba de organizar una disputada competición entre grandes equipos respaldados por el fabricante y escuderías privadas: los coches eran técnicamente similares a los del Grupo C, pero usaban una escala móvil de pesos y capacidades de motor para tratar de limitar el rendimiento. Tanto el Grupo C como el GTP tenían categorías secundarias para coches menos potentes (denominadas respectivamente Grupo C2 y Camel Lights), dirigidas a la entrada de pequeños constructores especializados o de equipos de aficionados bien organizados.

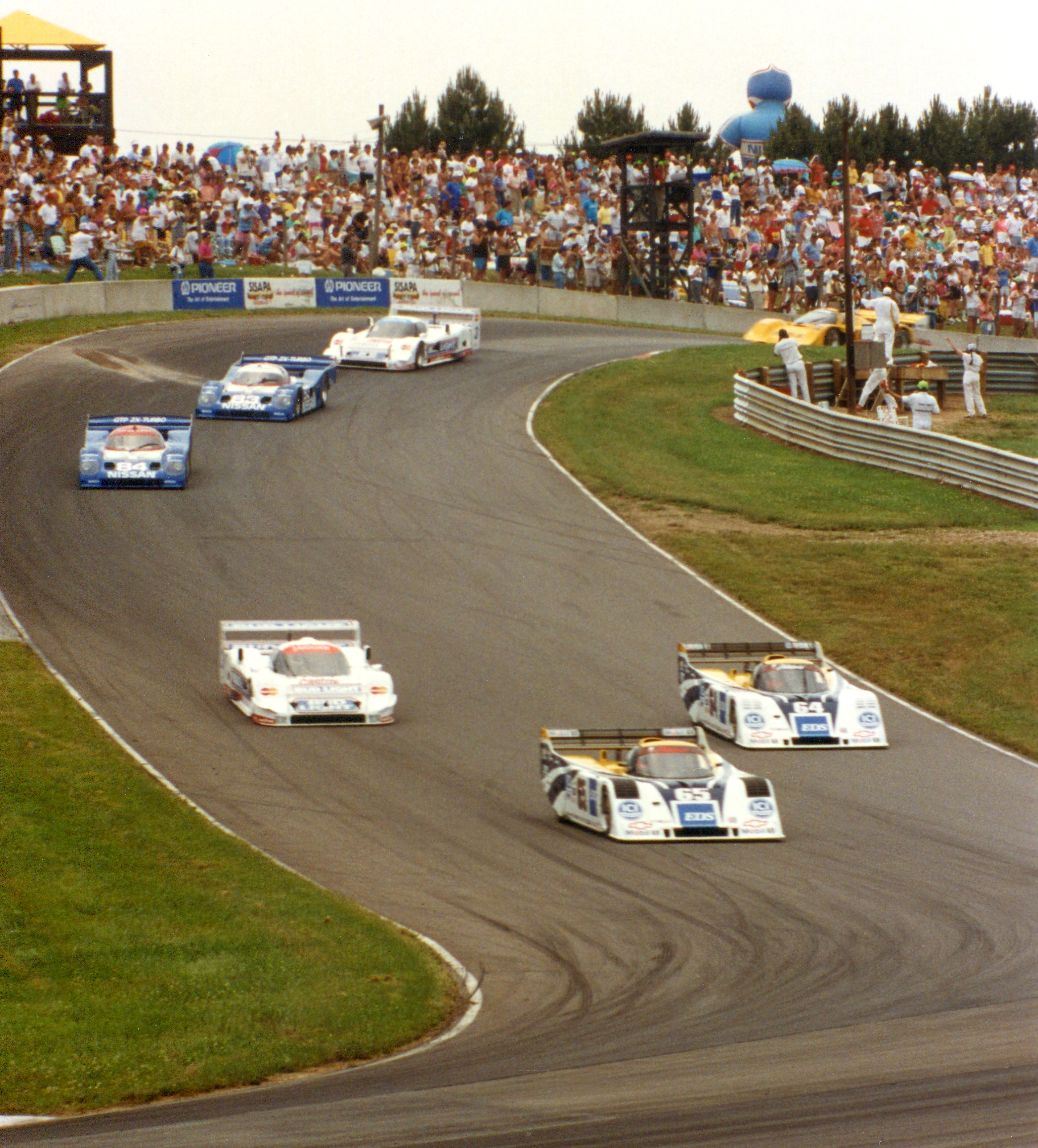
IMSA GTP (1991)

La FIA intentó convertir el Grupo C en un formato virtual de "Gran Premio de Biplazas" a principios de la década de 1990, con reglas de motor en común con la F1, distancias cortas de carrera y un calendario que encajaba con el de las rondas de F1. Esto elevó los costos y ahuyentó a los participantes y al público, y en 1993 las carreras de prototipos estaban virtualmente muertas en Europa, con la retirada de los equipos Peugeot, Jaguar, Toyota y Mercedes-Benz.

### Década de 1990. Renacimiento y reactivación
En un intento por proporcionar una serie de carreras de resistencia de primera clase para reemplazar al WSPC, surgieron varias series GT a nivel nacional y europeo, y la serie BPR finalmente evolucionó hacia el Campeonato FIA GT. El campeonato IMSA GTP continuó durante algunos años más, pero fue reemplazado por una serie para "World Sports Cars" (prototipos de techo abierto relativamente simples), que dieron lugar a automóviles como el Ferrari 333 SP y el Riley & Scott Mk 3. A medida que avanzaba la década de 1990, estos prototipos y otros similares comenzaron a competir en Europa, y se desarrolló una serie de pruebas de deportivos de la FIA para ellos.
Desde la desaparición del Grupo C (donde Japón y Alemania tuvieron sus propias series exitosas), Japón ha seguido en gran medida su propio camino en las carreras de deportivos; como la serie Super GT Japonés, ideada para automóviles de producción muy modificados. Aunque los prototipos están regresando lentamente a las carreras japonesas en la Asian Le Mans Series, muchos de estos 'prototipos' son poco más que coches de Fórmula 3 remodelados. La larga tradición japonesa de vehículos "hibridados" incluye competiciones como la Fuji Grand Champion Series disputada durante muchos años con coches de Fórmula 2 y Fórmula 3000 remodelados, en la línea de la segunda organización de la Canadian-American Challenge Cup.
En los EE.UU. las carreras en carretera experimentaron un pronunciado declive en esta época. El Campeonato IMSA GT se había basado en prototipos desde 1983, con menos énfasis en los coches de producción en serie. La NASCAR se estaba volviendo cada vez más dominante, y la división de la Serie IndyCar de CART en 1996 puso más énfasis en los óvalos en lo que respecta a las carreras nacionales de vehículos de ruedas descubiertas. También contribuyó al descenso la retirada de la Fórmula 1 del popular piloto Mario Andretti. Pasaría más de una década antes de que otro piloto estadounidense, Scott Speed, se uniera a la Fórmula 1, aunque no tuvo éxito y finalmente se unió a la NASCAR.

### 2000. Resurgimiento en EE.UU.

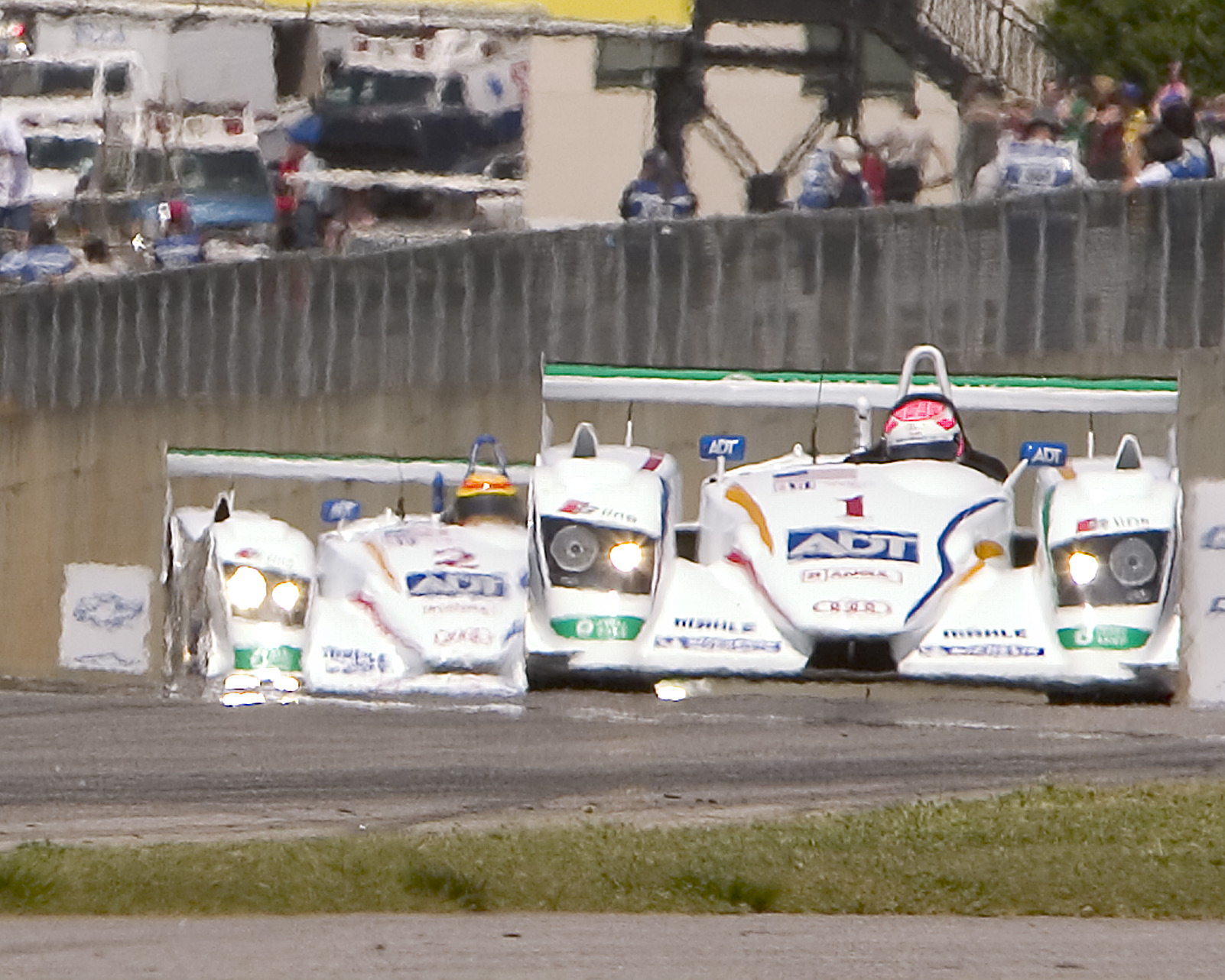
Gran Premio de Atlanta 2005

El debut de la red de televisión SpeedVision trajo un resurgimiento del interés por las carreras de automóviles deportivos en los EE.UU. La cadena emitió una gran cantidad de pruebas y de programación relacionada con los coches deportivos antes de ser reemplazada por Fox Sports.
La serie IMSA GT evolucionó hasta convertirse en la American Le Mans Series; las carreras europeas finalmente se convirtieron en las European Le Mans Series estrechamente relacionadas, en las que se mezclan prototipos y GT. Mientras tanto, la FIA seguía más interesada en sus propios campeonatos de GT y GT3, con las reglas de la ACO como base para LMS y ALMS. El Prototipo de Le Mans recuerda un poco al antiguo prototipo de la Can Am.
Otras divisiones en la escena estadounidense vieron a la Grand American Road Racing Association formar una serie separada, la Rolex Sports Car Series, con su propio GT y reglas de prototipo destinadas a proporcionar carreras más baratas y de menor costo para equipos independientes. La Continental Tire Sports Car Challenge de Grand Am, una competición de base para la Serie Rolex, proporciona una serie similar a la antigua Serie Trans Am, mezclando coches deportivos convencionales y turismos. Debido a la afiliación de la Grand Am con la NASCAR, muchos pilotos de NASCAR participaron ocasionalmente en la Serie de Deportivos Rolex. Max Papis es un ejemplo notable, en el sentido de que era un corredor de carretera antes de su irrupción en la Copa Sprint. Muchos de estos conductores solo participan en las 24 Horas de Daytona.
La Trans-Am original se disolvió en 2006, pero volvió a la acción en 2009 con las divisiones TA1 y TA2 de bastidor de tubo compitiendo con las divisiones TA3-American y TA3-International basadas en vehículos de producción en serie. Además, el SCCA continúa proporcionando una competición de soporte importante para la clase Trans-Am. Esta serie, conocida como SCCA World Challenge, consiste en una carrera de una hora para cada ronda, combinando tres clases: GT (Chevrolet Corvette, Aston Martin DB9, etc.), GTS (Acura TSX, BMW Serie 3, etc; reemplazó a la antigua clase de turismos) y Turismos (una clase de "coches de concesionario" similar a la Continental Challenge de Grand Am). La serie Trans Am regresó en 2009, aunque tuvo dificultades para acceder a un contrato de televisión.

### 2010. Reformulación

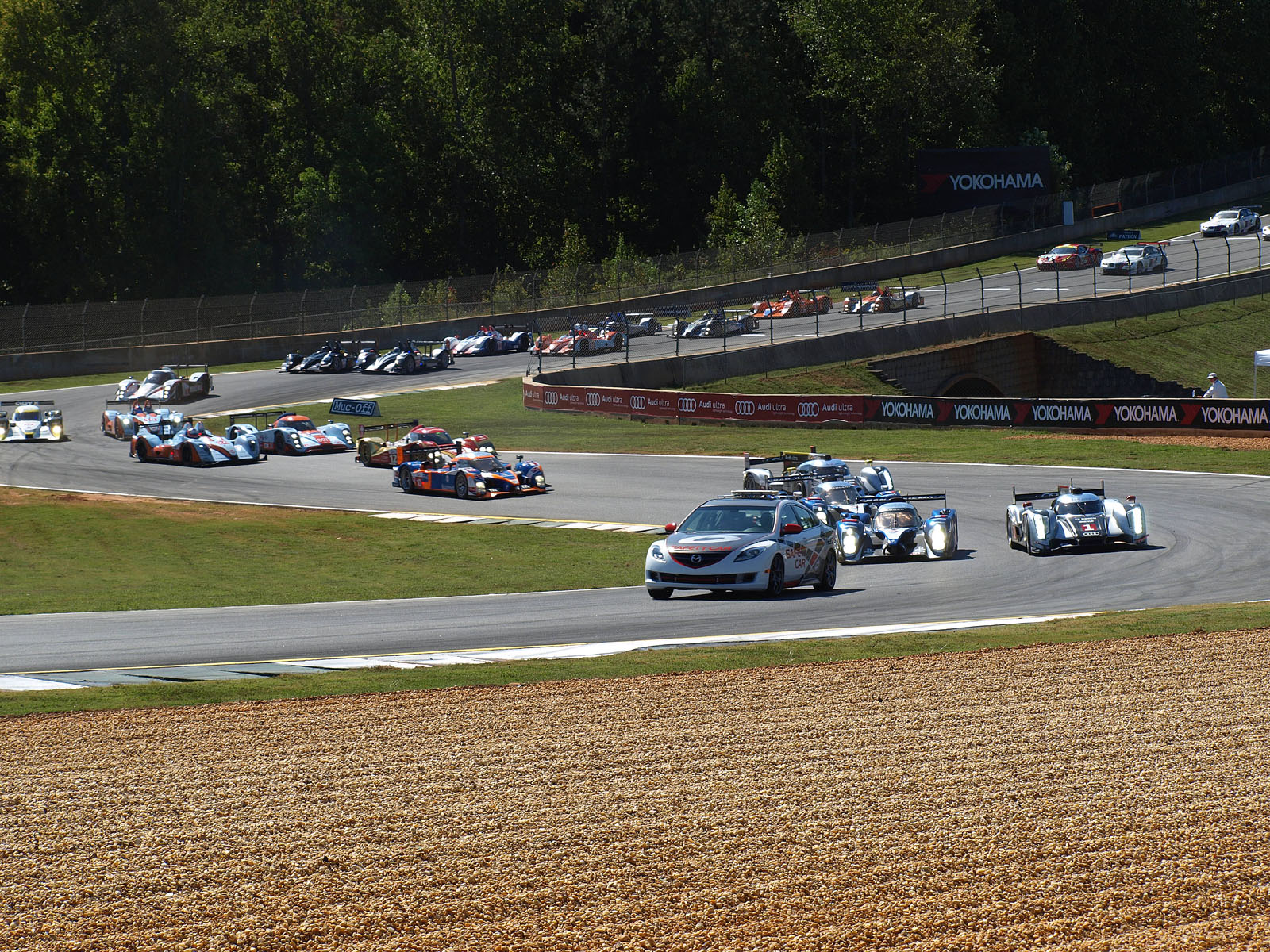
Petit Le Mans 2011

La década de 2010 ha sido testigo de una importante revisión de las carreras de automóviles deportivos en los Estados Unidos. El Pirelli World Challenge se reestructuró en 2010 para tener un grupo de coches de turismo de base comparable al de la clase Grand Sport del Continental Challenge, promocionando su otra clase de automóviles de turismo a los GTS. Esto se produjo varios años después de que la antigua clase TC se convirtiera en una clase dominada por Acura, BMW y Mazda. Para 2012, la serie adoptó una clase de turismos "B-spec" comparable a la clase Street Tuner de la Continental Challenge.
2010 también vio la introducción de la Copa Intercontinental de Le Mans (ILMC) por parte de la ACO, con eventos en América, Asia y Europa. Esto, a su vez, llevó a la ACO y a la FIA a unirse para crear el Campeonato Mundial de Resistencia FIA (WEC) a partir de 2012. Esta nueva competición reemplazó al ILMC, convirtiéndose en la sucesora espiritual del anterior Campeonato Mundial de Automóviles Deportivos de la FIA.
En 2012, la Serie Rolex Sports Car reacondicionó su Prototipo Daytona, lo que permite diseños basados en modelos de producción en serie.

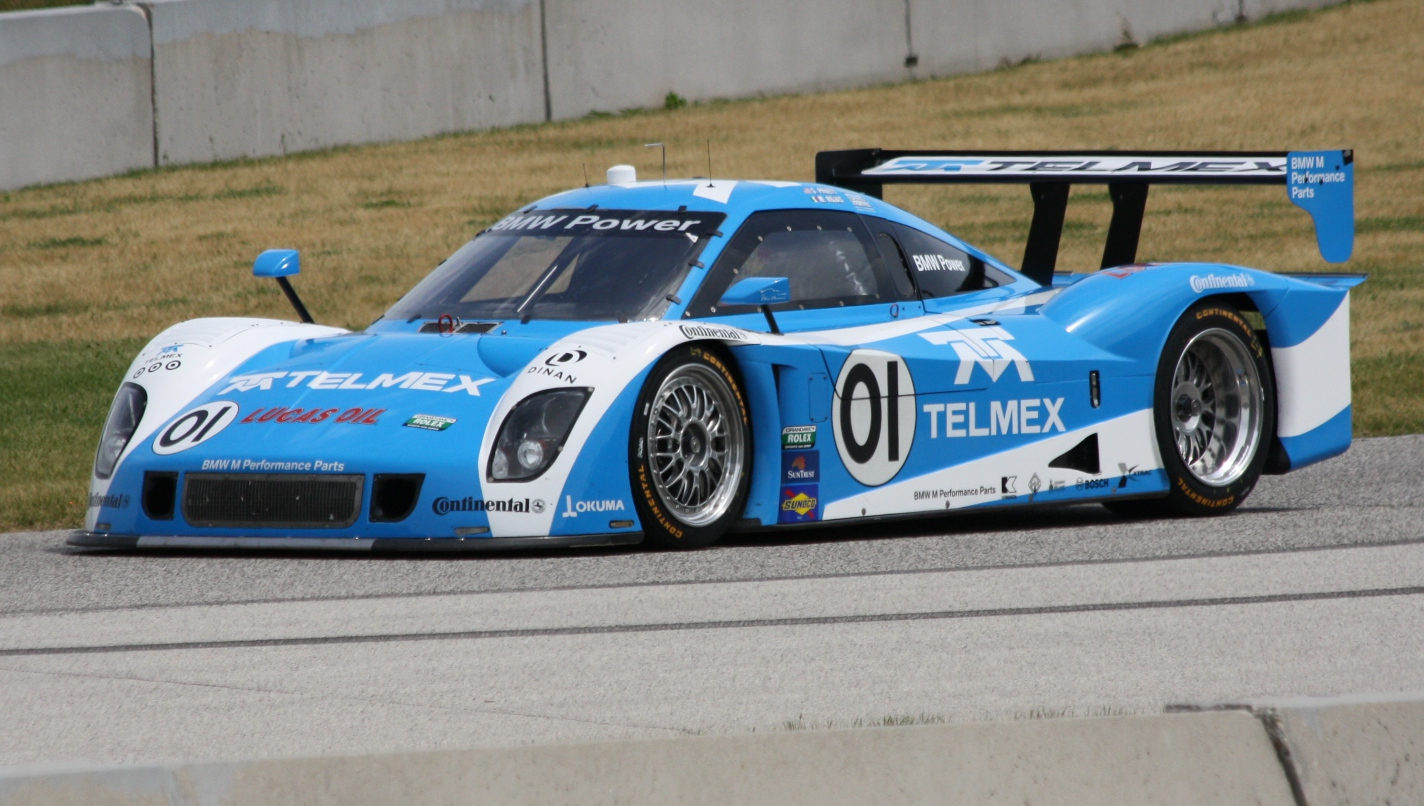
BMW Riley de Scott Pruett/Memo Rojas en la Chip Ganassi Racing del Road America, parte de la Rolex Sports Car Series de 2012

Sin embargo, el nuevo formato LMP/LMC de ALMS no se ha mantenido. Las clases de prototipos se dividieron nuevamente en 2011, con la LMP1 para tres tipos de coches y la LMP2 para uno. Se agregó una nueva clase "GT Pro Am". Inicialmente, este formato solo se usaría en carreras de resistencia, pero finalmente se aplicó a todas las carreras. Para 2012, solo participaban unos pocos LMP, y casi todos ellos estaban promocionados por fabricantes japoneses (como Honda o Nissan). El fabricante británico Morgan introdujo un LMP con motor Judd. Aston Martin Racing, que durante varios años había participado con un LMP, regresó a la competición de GT en 2012.
La Serie Trans-Am reformada permaneció estancada, siendo eclipsada en gran medida por el Desafío Mundial de la SCCA, y sin poder acceder a un contrato de televisión. Un factor importante en esta situación es el hecho de que los equipos de Trans Am todavía usaban vehículos que databan de 1999. En la mayoría de las otras series, los equipos tendían a actualizar sus coches cada pocos años más o menos (los ejemplos incluyen los Mustang de 2005 frente a los de 2010 en el Continental Challenge y las dos generaciones diferentes de Mazda RX-8 en la Serie Rolex).
Otros cambio importante en el panorama televisivo fue que Speed Channel perdiera los derechos de casi todas las competiciones. El World Challenge se transfirió a Versus, mientras que la ALMS se transfirió a una sociedad formada por ESPN/ABC. Las carreras de ALMS se transmiten en vivo por cable, con una reemisión por televisión al día siguiente (aunque Speed todavía tenía los derechos de las 24 Horas de Le Mans, que aún se televisaban en directo). Para 2012, algunas carreras serían televisadas en directo. Speed, que tenía una asociación con NASCAR, todavía ostentaba los derechos exclusivos sobre la serie Grand Am, propiedad de NASCAR.
La ALMS introdujo las clases "GTE-PRO" y "GTE-AM" para carreras de resistencia.

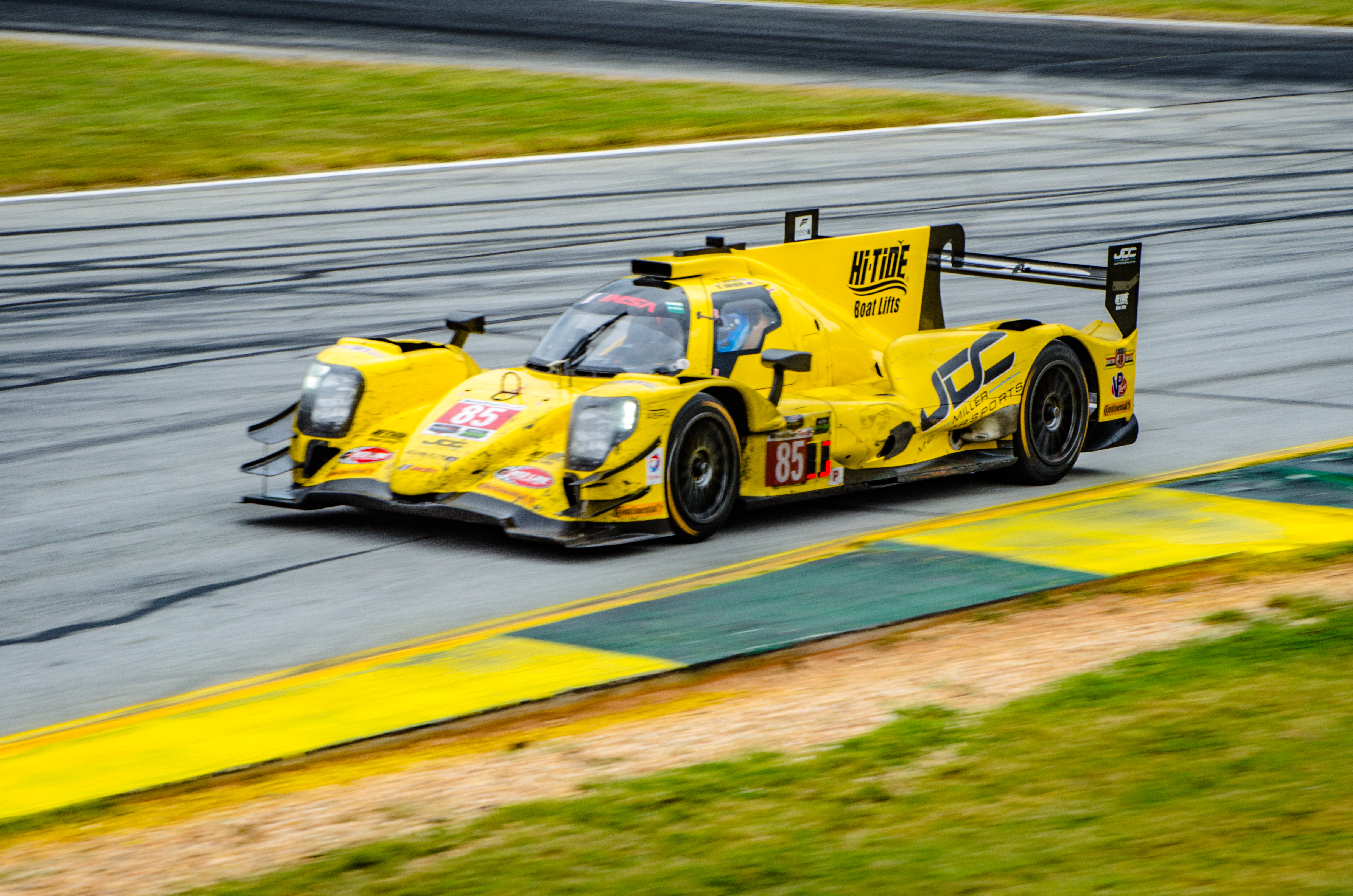
Oreca 07 de JDC-Miller Motorsports en el Petit Le Mans de 2017

En 2014, la American Le Mans Series y Rolex Sports Car Series se fusionaron en el United SportsCar Championship, con la IMSA como organismo regulador. Fox Sports 1 (Estados Unidos) (sucesora de Speed Channel) regresó como principal cadena de la competición unificada.
El Daytona Prototype fue reemplazado en 2017 por Daytona Prototype International (DPi), que se basa en los cuatro chasis ACO homologados (Prototipos de Le Mans fabricados por Dallara, Onroak (Ligier), Oreca y Riley-Multimatic), con carrocería de marca y motores homologados. Se pide a los fabricantes que se asocien con un equipo privado, y cada automóvil lucirá la carrocería del fabricante, correspondiente a su identidad de marca. Estas reglas están diseñadas tanto para controlar los costos como para atraer a los fabricantes a la competición.
En 2018, el SRO Motorsports Group asumió la dirección del Pirelli World Challenge, siendo el USAC su organismo regulador desde 2017.
A partir de 2019, NBC Sports reemplazó a Fox Sports como emisora principal del WeatherTech SportsCar Championship, con derechos de transmisión de seis años.

## Tipos de vehículos
Hay muchos tipos de automóviles deportivos que compiten, pero se pueden dividir en dos categorías principales: Sport Prototipos y Gran Turismo (GT). Estas dos categorías (o "clases") a menudo se mezclan en una sola carrera, como en las 24 Horas de Le Mans. En las carreras de clases mixtas se otorga un ganador general, pero también se reconoce a los ganadores de clases individuales.

### Sport Prototipos

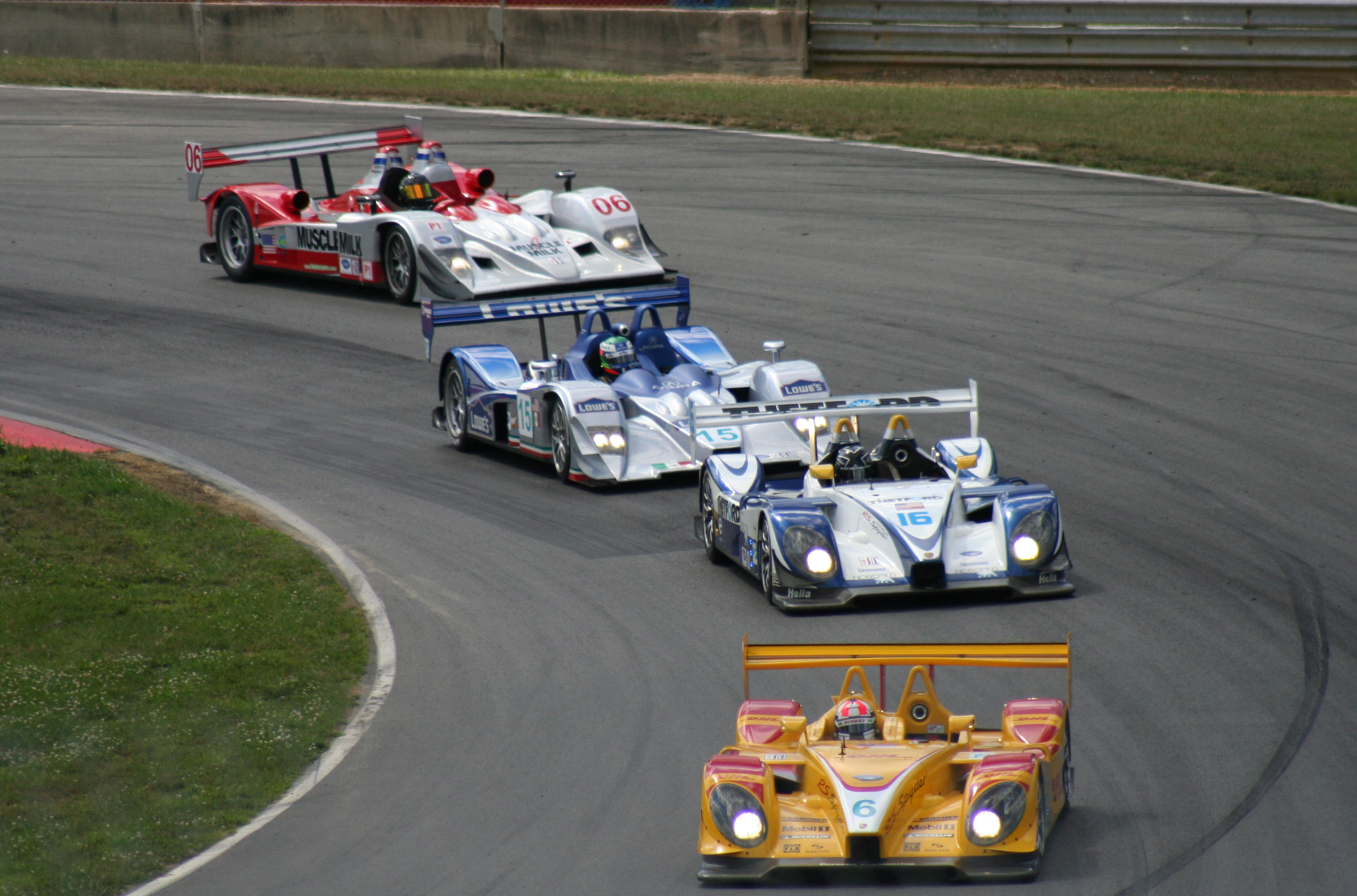
Un grupo de modernos Prototipos de Le Mans compitiendo en la American Le Mans Series

"Sport Prototipo" (prototipo deportivo) es el nombre que se le da a un tipo de automóvil utilizado en las carreras de deportivos. En la práctica, sirven de banco de pruebas y de experimentación de innovaciones tecnológicas de cara a su futura incorporación en los coches de carretera y son, junto con los coches de ruedas descubiertas, la cúspide del diseño de automóviles de carreras.
Se trata de coches de carreras especialmente diseñados, equipados con ruedas alojadas bajo la carrocería y cabinas abiertas o cerradas. Desde que se concibió el Campeonato Mundial de Sport Prototipos, ha habido varias normativas en cuanto a carrocería, estilo y tamaño del motor, neumáticos y aerodinámica con los que se deben fabricar estos coches. Pueden ser (y a menudo son) máquinas únicas y no tienen por qué tener relación con ningún vehículo de carretera, aunque durante la década de 1990 algunos fabricantes explotaron una laguna en las reglas de la FIA y la ACO, lo que se tradujo en que la categoría GT se pudieran inscribir verdaderos prototipos deportivos, para lo que se fabricaron algunas versiones de carretera con fines de homologación. El Dauer-Porsche 962LM, el Porsche 911 GT1-98, el Mercedes-Benz CLK GTR y el Toyota GT-One son conocidos ejemplos de prototipos disfrazados de GT.
En términos simples, los prototipos deportivos son coches de carreras de dos asientos con carrocería que cubre sus ruedas. Son tan avanzados técnicamente (en función de las regulaciones para las que están construidos) y tan rápidos como sus homólogos de un solo asiento. Aunque no es muy conocido, los prototipos deportivos (junto con los coches de Fórmula 1) son los responsables de la introducción de la mayor parte de las nuevas tecnologías e ideas en el deporte del motor, incluidos los alerones traseros, los túneles venturi de efecto suelo, la aerodinámica asistida por ventiladores y el cambio dual. Algunas de estas tecnologías finalmente se adoptan en los automóviles de carretera.
En la normativa del ACO se reconocen dos categorías de prototipos deportivos: P1 y P2. Los vehículos que compiten en la categoría P1 deben pesar no menos de 900 kg y están limitados a motores atmosféricos de 6000 cc o con turbocompresor de 4000 cc. Los motores turbo-diésel de 5500 cc también están permitidos en P1 (Audi obtuvo victorias en Le Mans con un automóvil de este tipo en 2006, 2007 y 2008 y Peugeot regresó a las carreras en 2007 con un automóvil con un motor similar en el Peugeot 908). Los coches P2 pueden pesar mucho menos (inicialmente 675 kg, luego 750 kg y después 825 kg) pero están restringidos a motores V6 o V8 de 3400 cc de aspiración atmosférica o turboalimentados de 2000 cc. En la serie europea en la que la resistencia es una prioridad y los P2 han sido conducidos principalmente por pilotos privados, estos coches no han desafiado a los P1 en victorias absolutas. En la American Le Mans Series, con carreras generalmente más cortas, la P2 se ha convertido en la categoría de prototipos más activa, con la implicación de Porsche y Acura. Mientras que en Europa tienden a organizarse carreras de resistencia, en la competición de EE.UU. los P2 (particularmente el Porsche RS Spyder), a menudo son más rápidos en una vuelta que los P1, con Porsche habiendo conseguido muchas victorias generales contra los Audi en P1.
Las reglas de prototipos para 2010 y años posteriores fomentarán los motores de producción (motores GT1 en LMP1, motores GT2 en LMP2) y también se están abordando reglas para igualar el rendimiento de los LMP1 de gasolina y diésel.
Los Daytona Prototype son un producto del Grand-Am Rolex Sports Car Series y ofrecen una interpretación diferente del tema del prototipo. Los "DP", como se les llama a menudo, son máquinas de carreras de cabina cerrada, especialmente diseñadas, que son menos costosas y (deliberadamente) algo más lentas que los Prototipos Le Mans, que se estaban volviendo peligrosamente rápidos en el óvalo de Daytona y prohibitivamente costosos para los equipos más pequeños. En comparación con los LMP, los DP están muy limitados en términos de la tecnología autorizada. Por ejemplo, deben construirse con bastidores de tubos de acero con revestimientos de fibra de carbono, en lugar de ser monocascos de fibra de carbono, y deben utilizar motores de producción en serie. Además, a diferencia de sus homólogos europeos que continuamente modifican y desarrollan un vehículo para aumentar el rendimiento a medida que avanza la temporada, los DP están restringidos a su concepción original del coche desde el inicio de la temporada. Por estas razones, la categoría etiquetada como "prototipo" ha sido criticada ocasionalmente por ser engañosa y estar más en línea con las series tradicionales de carreras de "especificaciones" que prevalecen en los Estados Unidos. La intención de la fórmula del Daytona Prototype era proporcionar una clase en la que los estrictos reglamentos técnicos fomentaran una competición reñida y donde el presupuesto fuese relativamente poco importante. Los chasis DP están sujetos a un sistema de aprobación similar a una franquicia, de forma que solo los constructores aprobados son elegibles, con la estabilidad de las reglas aplicadas durante varios años. Esto llevó en 2007 a constructores establecidos como Lola y Dallara formar parte de los proveedores en 2008, al hacerse cargo de la derechos de dos de los constructores autorizados (Multimatic y Doran respectivamente).

### Gran Turismos

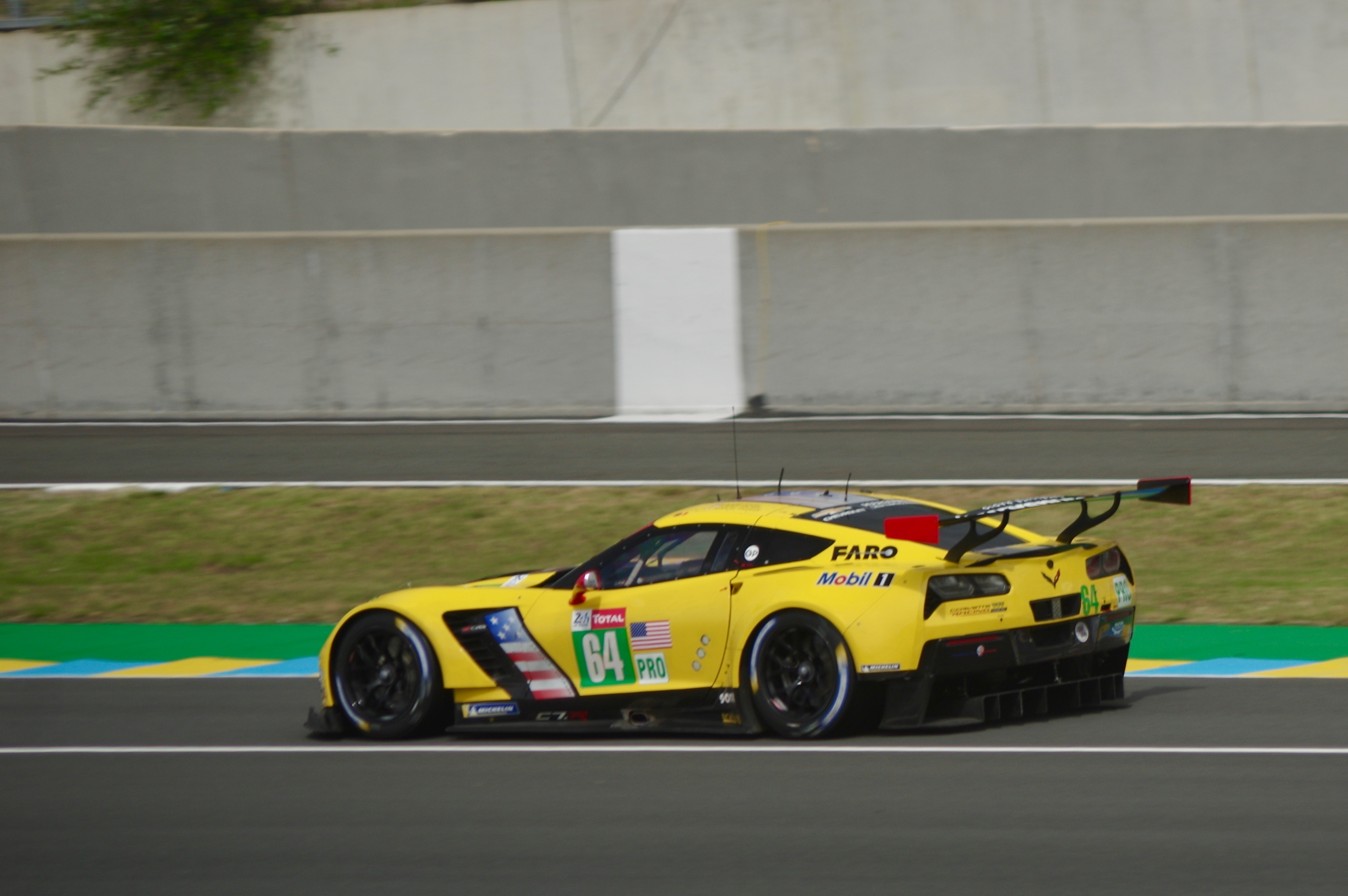
Chevrolet Corvette C7.R No. 64 en las 24 Horas de Le Mans 2019

Las carreras de Gran Turismo (término procedente del italiano Gran Turismo) son la forma más común de carreras de coches deportivos. Se disputan por todo el mundo, tanto en competiciones internacionales como nacionales. Históricamente, los grandes turismos debían ser coches producidos en serie, pero en 1976 la clase se dividió en el Grupo 4 para grandes turismos de serie; y en el Grupo 5 para grandes turismos de producción especial basados en vehículos de serie, pero que eran esencialmente coches de carreras de pura raza con carrocerías similares a los de serie. Las carreras de GT desaparecieron gradualmente en Europa en las décadas de 1980 y 1990, y los modelos de producción especial continuaron compitiendo en pruebas de la IMSA en los EE. UU.
Cuando las carreras de GT revivieron después del colapso del Campeonato Mundial de Automóviles Deportivos a finales de 1992, la ACO tomó la iniciativa en la definición de las reglas, y estableció los coches de Gran Turismo quedasen divididos en dos categorías, Gran Turismo 1 (GT1, anteriormente GT) y Gran Turismo 2 (GT2, anteriormente N-GT). Como indica el nombre de la clase, el exterior del automóvil se parece mucho al de la versión de producción en serie, mientras que los accesorios internos pueden diferir mucho. Los coches GT2 son muy similares a los de la clase FIA GT2 y son coches GT "puros"; es decir, coches de producidos en series cortas con relativamente pocas modificaciones internas para las carreras. El Porsche 911 es actualmente el automóvil más popular de la clase GT2. En 2009 se disputó la última carrera de la clase GT1 como resultado de problemas presupuestarios. Muchos equipos de la clase GT1 se pasaron a la clase GT2 al año siguiente. La American Le Mans Series también tenía una clase "GT-Challenge" que utilizaba solo Porsche 911 GT3, pero que se abrió a otros automóviles. Esta categoría estaba diseñada para equipos privados y debutantes, como una forma más fácil de introducirse en la competición.
En la temporada de 2011, la ACO dividió la GT2 en dos categorías, GTE-Pro (para equipos totalmente profesionales con coches con especificaciones actuales) y GTE-Am (para equipos con un aficionado y un profesional por automóvil utilizando automóviles con especificaciones anteriores), como una forma de atraer a los novatos a participar en una de las tres series de Le Mans.
La FIA divide los coches GT en cuatro categorías llamadas GT1 (anteriormente GT), GT2 (anteriormente N-GT), GT3 y GT4. Las divisiones GT1 y GT2 están muy cerca de las reglas ACO descritas anteriormente, y también se organizan algunas carreras mixtas, particularmente en la clase GT2. La clase GT3 se introdujo en 2006. Estos coches están más cerca de la forma estándar que los GT2 y, en la mayoría de los casos, las modificaciones se limitan a las que se encuentran en la gama tope de una marca. La GT4 es otra categoría IDEADA para pilotos no profesionales con automóviles de producción en serie con muy pocas modificaciones de carreras (no se permiten ayudas aerodinámicas ni modificaciones en la carrocería). Todas las categorías (con la excepción de GT2) tienen sus propios campeonatos/copas dirigidos por la FIA. Posteriormente, las pruebas de GT2 dejaron de disputarse bajo los auspicios de la FIA, y solo solo se corre en Le Mans Series/ALMS. Sin embargo, la FIA anunció en 2012 que los GT2 podrían competir en el FIA GT1 World Championship en una Clase Mundial junto con los GT3.
La Grand-Am tiene solo una clase para Gran Turismos, que permite a los GT basados en vehículos de producción en serie con una especificación en algún lugar entre la GT2 y la GT3 de la FIA en términos de modificaciones (por ejemplo, el Porsche 911 GT3 Cup), competir con máquinas con bastidores tubulares que recuerdan a las antiguas clases IMSA GTO/GTU. La Grand-Am también tiene varias clases inferiores que recuerdan más a la GT4, aunque más cerca de los coches de fábrica. En 2012 se permitieron los GT3, con alerones y difusores específicos, siempre que pasen una prueba en el Centro de Investigación y Desarrollo de la NASCAR en Concord, Carolina del Norte. Esto permitió que los GT3 corriesen con pocas modificaciones en relación con otras series (NASCAR, la organización matriz de la Grand-Am, no permitía el uso de frenos antibloqueo o control de tracción en los Grand-Am GT).
Ya en 2021, las cuatro categorías habían tenido distinta suerte. La clase GT1 quedó prácticamente suprimida con la eliminación de la competición del FIA GT1 World Championship, lo que supuso su desaparición. La clase GT2 es utilizada por el WeatherTech SportsCar Championship, las European Le Mans Series, el Campeonato Mundial de Resistencia de la FIA, las Asian Le Mans Series y el International GT Open. La clase GT3, la más popular de las clases GT, es utilizada por el FIA GT3 European Championship, las Blancpain Endurance Series y la mayoría de las series nacionales como los ADAC GT Masters o el British GT Championship. Por último, la clase GT4 también se suprimió (al igual que la GT1) con la eliminación de la categoría de las Blancpain Endurance Series y la cancelación de la GT4 European Cup en 2012, debido a problemas relacionados con el organizador.

#### Límites mínimos de producción y control de tecnología
Si bien los coches GT se basan, al menos en teoría, en modelos de carretera, algunos GT1 de mediados a finales de la década de 1990 eran prototipos deportivos especialmente diseñados, que dieron lugar a coches fabricados en serie, con un límite de producción mínimo con el fin de proceder a su homologación de 25 unidades (para fabricantes a pequeña escala, como Saleen); o de 100 automóviles (para los principales fabricantes como Daimler AG).
La fórmula original de los GT1 se abandonó en 1998 debido al aumento de los costos. La clase GT1 estaba reservada para los superdeportivos de pura raza y los coches de carreras especialmente diseñados como el McLaren F1 GTR, el Ferrari F40, el Porsche 911 GT1, el Mercedes-Benz CLK GTR, el Toyota GT-One o el Nissan R390. Mientras que los dos primeros estaban derivados de coches deportivos de carretera, los contendientes alemanes y japoneses eran coches de carreras de pura raza, prácticamente prototipos. El aumento de los costos junto con la disminución de los participantes llevaron a la muerte de esta clase, que fue reemplazada por lo que se llama GT2 (FIA, que luego evolucionó a GT1) y Prototipo de Le Mans (LMP, por la ACO).
Este proceso se repetiría en 2009 como respuesta a los aumentos de costes en las carreras de GT1 y GT2, temporada en la que desaparecieron ambas clases. Por entonces existían varias propuestas para controlar la tecnología y los costos, principalmente mediante la desaparición de la clase GT1 y de la creación de nuevos límites de clase entre los coches GT2, GT3 y GT4 del momento.

### Otras divisiones
Las carreras de automóviles deportivos en general se extienden mucho más allá de las reglas de la ACO y de la FIA, abarcando la serie profesional Grand-Am, así como las clases de aficionados al automovilismo de velocidad de América del Norte agrupados en el Sports Car Club of America.
Las competiciones de coches deportivos para aficionados en todos los Estados Unidos están autorizadas por clubes como el Sports Car Club of America. Las clases de carreras deportivas del SCCA incluyen las categorías C y D Sports Racing, Sports 2000 y Spec Racer Ford, en orden descendente de velocidad y sofisticación, así como una serie de clases basadas en vehículos de producción en serie y de una sola marca.
En Japón, la serie Super GT Japonés divide los coches en dos clases, llamadas GT500 y GT300. Estos automóviles están menos restringidos que sus equivalentes europeos y estadounidenses, y a menudo emplean bastidores tubulares y sistemas de alimentación forzada. Los equipos también son libres de cambiar motores con otros modelos del mismo fabricante. Los números en las clasificaciones se refieren a la potencia máxima (en caballos) disponible para cada clase; controlados mediante el uso de limitadores. Los defensores de la serie afirman que los Super GT son los coches deportivos más rápidos del mundo, mientras que los críticos se burlan de estos coches por quedar fuera de los límites de las modificaciones 'aceptables'. Sin embargo, en los últimos años, los cambios en las reglas tanto en GT500 como en GT1 (destinados a permitir que ambas clases compitan entre sí en el futuro) han acercado a ambas categorías, aunque los GT500 todavía tienen una ventaja notable en términos de aerodinámica y rendimiento en curva (suficiente para compensar la mayor potencia de los coches GT1).
En Europa, aunque la mayoría de los campeonatos nacionales (el British GT Championship, el FFSA GT Championship francés, el ADAC GT Masters alemán y el International GT Open con sede en España) se rigen bajo las regulaciones FIA/ACO GT con algunas modificaciones. Para asegurar carreras más cercanas y menores costos, algunos campeonatos están abiertos a coches GT no homologados. La serie Belcar organizada en Bélgica permite que los modelos especiales y los turismos corran junto a los GT, mientras que el VdeV Modern Endurance permite que pequeños prototipos de campeonatos nacionales como Norma, Centenari y Radical corran junto a los coches de la clase GT3. La Britcar permite que una amplia gama de automóviles de turismo y GT compitan en carreras de resistencia, y Britsports permite varios tipos de deportivos de competición.

## Series de carreras notables

### Campeonatos del Mundo

#### Actual
- Campeonato Mundial de Resistencia de la FIA - Comenzó en 2012. Es un Campeonato Mundial de carreras para automóviles deportivos y GT organizado por el Automobile Club de l'Ouest (ACO) y sancionado por la Federación Internacional del Automóvil (FIA).

#### Antiguos
- Campeonato Mundial de Sport Prototipos - El antiguo Campeonato del Mundo, que se disolvió en 1992. Originalmente disputado en 1953 por coches deportivos, GT e incluso turismos, hacia su final solo participaban deportivos. En varias ocasiones también fue conocido como el Campeonato Internacional de Fabricantes de GT, el Campeonato Internacional de Automóviles Deportivos, el Campeonato Internacional de Marcas, el Campeonato Mundial de Constructores, el Campeonato Mundial de Resistencia y el Campeonato Mundial de Prototipos Deportivos. 1963 vio la primera separación formal de coches deportivos y GT en campeonatos separados. La práctica continuó hasta 1977, después de lo cual se convirtió en una serie exclusiva para coches deportivos.
- FIA GT1 World Championship: Una competición para la clase GT de corta duración desarrollada en la década de 2010, creada al promover el Campeonato FIA GT al estatus de Campeonato Mundial.

### Campeonatos internacionales
- Porsche Supercup - Serie de una sola marca para los Porsche Carrera Cup. Apoya el campeonato mundial de Fórmula 1. Competición predominantemente europea, ha irrumpido en Asia occidental.

#### Desaparecidos
- American Le Mans Series - Basado en las 24 Horas de Le Mans. Se corría en los Estados Unidos y Canadá, aunque realizó eventos en otros lugares, tan lejanos como Australia. Surgió de la división IMSA GT y esencialmente la sustituyó. Duró de 1999 a 2013 y se fusionó con el United SportCar Championship.
- Copa Intercontinental Le Mans - Campeonato Mundial, aunque no es un Campeonato Mundial oficial porque no está organizado por la FIA. Comenzó en 2010 y terminó en 2011.

### Campeonatos regionales

#### América del Norte
- WeatherTech SportsCar Championship: Para automóviles deportivos y la serie GT actuales de alto nivel en América del Norte. Reemplazó a las Rolex Sports Car Series y a las American Le Mans Series desde la temporada 2014.
- GT World Challenge America: Series GT y de Turismos en EE. UU. y Canadá.
- Continental Tire Sports Car Challenge - Competición de base/iniciación para el campeonato de coches deportivos Rolex y su sucesor WeatherTech SportsCar Championship, mezcla GT y turismos.
- IMSA Prototype Lites - Serie de soporte para la American Le Mans Series, anteriormente llamada "IMSA Lites". Automóviles deportivos monoplaza con motor de motocicleta.
- Rolex Sports Car Series: La competición de deportivos estadounidense de primer nivel de Grand-Am, surgida de la USRRC. Duró de 2000 a 2013, y se fusionó con el United SportsCar Championship. Clases separadas para deportivos y GT.
- Canadian-American Challenge Cup - Copa Desafío Canadiense-Estadounidense. Basada en prototipos se desarrolló de 1966 a 1974, y en forma revisada de 1977 a 1986. Revivida en 1998 como parte de la USRRC.
- USERA - Asociación de Carreras de Resistencia de Estados Unidos - Campeonato de Resistencia Pro-Am en los Estados Unidos.
- Campeonato IMSA GT - Duró de 1971 a 1998 y fue reemplazado por ALMS y la Serie Rolex.
- United States Road Racing Championship: Surgió de la división IMSA GT, y se convirtió en la Serie Rolex.
- Trans-Am - Originalmente una competición de turismos que incorporó algunos elementos GT en años posteriores, pero que se mantuvo principalmente para turismos. Se convirtió gradualmente en un campeonato de coches silueta, reflejando las tendencias de la NASCAR. Comenzó en la década de 1960 y fue enormemente popular durante la era de los muscle car a finales de los años 1960 y principios de los 1970, se dobló en 2005. Una nueva serie de automóviles Muscle evolucionó en 2009.
- International Race of Champions: La popular serie IROC de una sola marca se ha implantado en los Estados Unidos, predominantemente en autódromos para los GT y los Muscle en los últimos años.

#### Europa
- European Le Mans Series - Serie hermana de ALMS, que se disputa principalmente en Europa (anteriormente ELMS).
- Michelin Le Mans Cup
- GT World Challenge Europe Endurance Cup - Competición de resistencia GT3, celebrada principalmente en Europa, formada en 2011.
- International GT Open - Campeonato de Europa de coches GT2 y GT3, fundado en 2006.
- GT World Challenge Europe - Campeonato de Europa para automóviles GT3, que reemplazó al FIA GT1 Championship en 2013.
- Campeonato de Sport Prototipos de la FIA - La ahora desaparecida serie europea de carreras de prototipos de la FIA. La mayoría de sus carreras terminaron formando parte de la European Le Mans Series.
- Campeonato FIA GT - Campeonato de Europa organizado por la FIA para coches GT1 y GT2, que se desarrolló entre 1997 y 2009.
- FIA GT3 European Championship - Serie de carreras europeas GT3, predominantemente en Europa, pero con algunas rondas en otros lugares.
- GT4 European Cup - Serie de carreras GT4 en Europa, pero con algunas rondas en otros lugares.
- Dutch Supercar Challenge - Serie de deportivos celebrada en la región del Benelux desde 2001.

#### Asia-Pacífico
- Asian Le Mans Series - Serie que disputan desde prototipos de Le Mans hasta los coches de la categoría GT2.
- GT World Challenge Asia - Campeonato asiático GT3 fundado en 2009, que reemplazó al Asia GT Challenge.
- Super GT Japonés - Campeonato de deportivos con sede en Japón (anteriormente JGTC).
- Asian Le Mans Series - Establecido en 2006, operaba en Japón y se cerró en 2007.
- Campeonato Japonés de Sport Prototipos - Serie japonesa para vehículos del Grupo C, reemplazados por los JGTC en 1993.
- Fuji Grand Champion Series - Serie japonesa originalmente para coches del Grupo 6.

### Campeonatos nacionales y locales

#### Reino Unido
- British GT Championship - Serie GT a nivel nacional.
- Speed - Campeonato nacional de automóviles de resistencia dirigido por MotorsportVision Racing. A veces se los llama coches LMP3.
- Thundersports - Serie británica de la década de 1980 en la que podía participar casi cualquier tipo de deportivo de competición, GT e incluso turismos.
- Clubmans - Fórmula británica de larga duración que contó con deportivos sofisticados, rápidos y económicos con motor delantero/tracción trasera hasta bien entrada la década de 1990. Basado originalmente en la popularidad del Lotus Seven.

#### Alemania/Alemania Occidental
- Deutsche Rennsport Meisterschaft - Serie alemana que originalmente enfrentó turismos contra GT, Grupo 6 y posteriormente Grupo C.
- Supercup - Una única serie nacional del Grupo C en Alemania, reemplazó al DRM y estuvo en funcionamiento hasta 1989. No debe confundirse con las diversas series Porsche Supercup.
- ADAC GT Masters - Serie GT de nivel ADAC.
- Interserie - Serie basada en Alemania, originalmente similar a la Can-Am.

#### Australia
- GT World Challenge Australia - Una serie para GT que se corrió desde 1982 hasta 1985 (principalmente con especificaciones IMSA GTO, así como sedanes deportivos del Grupo B del entonces desaparecido Australian Sports Sedan Championship), y a partir de 2005. El campeonato se rige actualmente por el reglamento FIA GT3. En noviembre de 2020, SRO Motorsports Group y Australian Racing Group asumiría el control del Campeonato como nuevo promotor y se le cambió el nombre como parte de la era "GT World Challenge" para debutar en 2021.
- Sports Racer Series - Serie para aficionados con deportivos pequeños, en su mayoría con motor de motocicleta, que se disputó por primera vez en 2010.
- Australian Nations Cup Championship - Competición para coches del tipo GT que se desarrolló entre 2000 y 2004. Reemplazada por el recuperado Campeonato GT de Australia en 2005, después de que el organizador de la serie Procar Australia dejó de operar en 2004.
- Australian Sports Car Championship - Una serie que se desarrolló de 1969 a 1988. Se disputó según las regulaciones exclusivas de los Group A Sports Cars de Australia desde 1969 hasta 1975, para Group D Production Sports Cars de 1976 a 1981 y nuevamente para los deportivos del Grupo A de 1982 a 1988.

#### Carreras famosas
- 24 Horas de Le Mans: Una prueba de resistencia propiedad del Automobile Club de l'Ouest y de la Federación Internacional del Automóvil.
- 24 Horas de Daytona
- 24 Horas de Nürburgring
- 24 Horas de Spa
- 12 Horas de Bathurst
- 12 Horas de Sebring
- 10 Horas de Suzuka
- 24 Horas de Dubái